# Domwier
Domwier is een buurtschap in de gemeente Leeuwarden, in de Nederlandse provincie Friesland. Domwier ligt tussen Warga en Grouw, aan de gelijknamige doodlopende weg en aan de Wargaastervaart. De buurtschap bestaat uit verspreid liggende boerderijen en enkele woonhuizen.
De plaats is op een terp (wier) ontstaan die bewoond werd door de familie Deminga. De oudste vermelding is in 1314, als men spreekt van Demingwere en in 1543 werd het in de Beneficiaalboeken van Friesland vermeld als Demweer. Daarna verschoof de spelling van de plaatsnaam flink. In 1546 werd de plaats vermeld als Doijngwier en Donije wer en in 1840 als Dongwier.

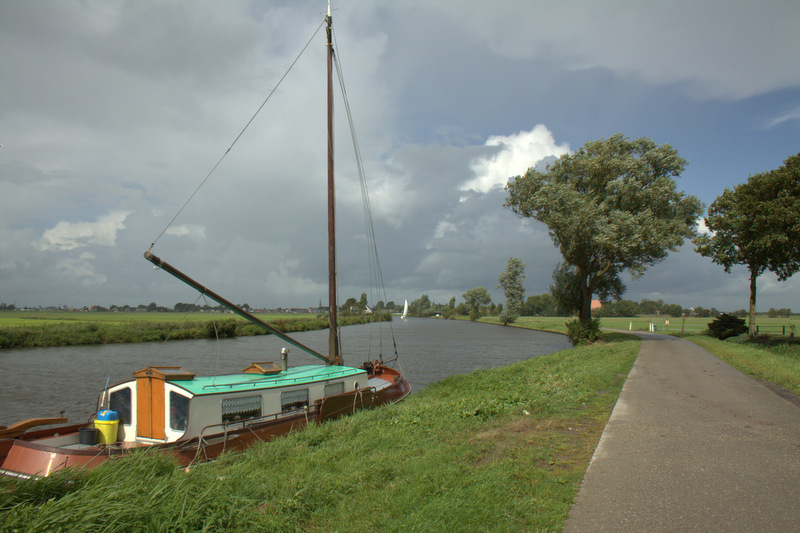
De Wargaastervaart bij Domwier

Steden, dorpen en gehuchten: Aegum · Baard · Beers · Britsum · Cornjum · Finkum · Friens · Goutum · Grouw · Hempens · Hijlaard · Hijum · Huins · Idaard · Irnsum · Jellum · Jelsum · Jorwerd · Leeuwarden · Lekkum · Lions · Mantgum · Miedum · Oosterlittens · Oude Leije · Roordahuizum · Snakkerburen · Stiens · Swichum · Teerns · Warstiens · Wartena · Warga · Weidum · Wirdum · Wytgaard

Buurtschappen: Abbengawier · Angwier · Baardburen · Bartlehiem (deels) · Barrahuis · De Hem · Domwier · Fons · Groote Bontekoe · Gotum · Hezens · Horne · Hofland · Hoptille · Marwird · Midsburen · Naarderburen · Noordend · Oude Schouw (deels) · Poelhuizen · Rewerd (deels) · Schillaard · Schrins · Tichelwerk · Tjaard · Tjeintgum · Truurd · Tsienzerburen · Vensterburen · Vierhuis · Vrouwbuurtstermolen (deels) · Wammerd · Wiel · Wieuwens · Wilaard · Zuiderburen · Zuiderend

Voormalige buurtschappen: De Drie Romers · Hoek

Friesland: Steden en dorpen      Nederland: Provincies · Gemeenten